# جون سكوفيلد
جون سكوفيلد (بالإنجليزية: John Schofield) (و. 1831 – 1906 م) هو ضابط من الولايات المتحدة الأمريكية . ولد في نيويورك .
وهو عضو في الحزب الجمهوري .ويحمل رتبة عسكرية فريق .
توفي في سانت أوغستين، فلوريدا .

## التعليم
تعلم في الأكاديمية العسكرية الأمريكية.

## جوائز
حصل على جوائز منها ميدالية الشرف.

## روابط خارجية
- جون سكوفيلد على موقع إن إن دي بي (الإنجليزية)